# Intres (Ardèche)
Intres korábbi község (település) Franciaországban, Ardèche megyében. 2019. január 1-jén Saint-Julien-Boutières községgel egyesült és Saint-Julien-d’Intres új község része lett.
Lakosainak száma 159 fő (2015). Intres Mars, Saint-Agrève, Saint-Jean-Roure, Saint-Julien-Boutières és Les Vastres községekkel határos.

## Népesség
A település népességének változása:
| Lakosok száma | 150  | 159  | 158  |
|               | 2013 | 2015 | 2016 |